# وزارة عاطف صدقي الأولى
وزارة عاطف صدقي الأولى هي الوزارة التاسعة بعد المائة في تاريخ مصر وتشكلت في 11 نوفمبر 1986.:126:127

## أعضاء الحكومة
| الوزارة                                                | الوزير                    |
| ------------------------------------------------------ | ------------------------- |
| رئيس مجلس الوزراء                                      | عاطف صدقي                 |
| نائب رئيس مجلس الوزراء ووزير الدفاع والإنتاج الحربي    | محمد عبد الحليم أبو غزالة |
| نائب رئيس مجلس الوزراء ووزير الخارجية                  | أحمد عصمت عبد المجيد      |
| نائب رئيس مجلس الوزراء ووزير التخطيط والتعاون الدولي   | كمال الجنزوري             |
| نائب رئيس مجلس الوزراء ووزير الزراعة والأمن الغذائي    | يوسف والي                 |
| الداخلية                                               | زكي مصطفى بدر             |
| المالية                                                | محمد أحمد الرزاز          |
| التأمينات الاجتماعية والشئون الاجتماعية                | آمال عثمان                |
| العدل                                                  | أحمد ممدوح عطية           |
| النقل والمواصلات والنقل البحري                         | سليمان متولي سليمان       |
| الكهرباء والطاقة                                       | محمد ماهر أباظة           |
| الإعلام                                                | محمد صفوت الشريف          |
| الري                                                   | عصام راضي عبد الحميد      |
| الصناعة                                                | محمد محمود عبد الوهاب     |
| البترول والثروة المعدنية                               | عبد الهادي قنديل          |
| شئون مجلس الوزراء والدولة للتنمية الإدارية             | عاطف عبيد                 |
| الثقافة                                                | أحمد عبد المقصود هيكل     |
| السياحة والطيران المدني                                | فؤاد عبد اللطيف سلطان     |
| التموين والتجارة الداخلية                              | محمد جلال أبو الدهب       |
| الصحة                                                  | محمد راغب دويدار          |
| الاقتصاد والتجارة الخارجية                             | يسري علي مصطفى            |
| الحكم المحلي                                           | أحمد سلامة محمد           |
| التربية والتعليم                                       | أحمد فتحي سرور            |
| الأوقاف                                                | محمد علي محجوب            |
| الإسكان والمرافق والتعمير والمجتمعات العمرانية الجديدة | حسب الله الكفراوي         |
| الدولة للإنتاج الحربي                                  | جمال السيد إبراهيم        |
| الدولة للشئون الخارجية                                 | بطرس بطرس غالي            |
| الدولة لشئون مجلسي الشعب والشورى                       | محمد عبد الحميد رضوان     |
| الدولة لشئون مجلسي الشعب والشورى                       | السيد علي السيد           |
| الدولة للبحث العلمي                                    | عادل عبد الحميد عز        |
| الدولة لشئون الهجرة والمصريين بالخارج                  | عادل عبد الشهيد بشاي      |
| الدولة للقوى العاملة والتدريب                          | عاصم عبد الحق صالح        |

## تعديلات
- في 19 نوفمبر صدر قرار بأن يكون عاطف صدقي (رئيس مجلس الوزراء) هو الوزير المختص بشئون الأزهر.